# Vladimir Soria
Pour les articles homonymes, voir Soria (homonymie).
Vladimir Soria Camacho dit Vladimir Soria (né le 15 juillet 1964 à Cochabamba) est un footballeur bolivien et est actuellement l'entraîneur du Nacional Potosí.

## Biographie
En tant que milieu de terrain, Vladimir Soria fut international bolivien à 51 reprises (1989-2000) pour un but inscrit. Il participa à la Coupe du monde de football de 1994, où il fit tous les matchs et reçut un carton jaune contre l'Allemagne. La Bolivie fut éliminée au premier tour. Il fut finaliste de la Copa América 1997, ce qui lui permit de participer à la Coupe des confédérations 1999, où il joua tous les matchs et fut éliminé au premier tour. Il participa à la Copa América 1999, où la Bolivie fut éliminée au premier tour.
Il fit toute sa carrière de joueur avec le Bolívar La Paz, de 1985 à 2000, remportant huit fois le championnat bolivien.
Il continua dans le football en tant qu'entraîneur dès 2000. Il commença dans son club, pendant quelques mois, puis dirigea la sélection bolivienne en 2002. Il dirigea aussi Jorge Wilstermann Cochabamba et Real Potosí ; maintenant il entraîne le club du Nacional Potosí.

## Clubs

### En tant que joueur
- 1985-2000 :  Bolívar La Paz

### En tant qu'entraîneur
- 2000 :  Bolívar La Paz
- 2002 :  Bolivie
- Jorge Wilstermann Cochabamba
- Real Potosí
- Nacional Potosí

## Palmarès
- Championnat de Bolivie de football

- - Champion en 1985, en 1987, en 1988, en 1991, en 1992, en 1994, en 1996 et en 1997
- Copa América
  - Finaliste en 1997